# De veras me atrapaste
De veras me atrapaste es una película mexicana dirigida por Gerardo Pardo Neira, producida por Manuel Barbachano Ponce, escrita por Gerardo Pardo y Antonio Pardo, se estrenó en 1985.
La película es protagonizada por Lucy Reina (Aida) y Gerardo de la Peña (Humo).

## Sinopsis
Aida  es una joven hija de un gran empresario. Ella se encuentra con un futuro prometedor ya que se encuentra comprometida con un joven que será futuro funcionario, pero abandona su casa y va a la capital.
Dos de sus amigos, Laura y Tenoch le consiguen un departamento y le comienzan a inducir en el mundo del rock, ya en vuelta en la situación se enamora de El Humo, sin embargo no consume ninguna droga. 
El Humo y el Pecas son detenidos y golpeados por un guarura que por sorpresa resulta ser contratado por el papa de Aida para que la cuide y a la vez la asuste. El Humo desaparece pues es el fantasma de un roquero muerto muerto en un accidente que solo vino a guiar a Aida en su viaje.
Ya con plena conciencia de la situación, Aida decide regresar a su pueblo, pero antes de partir pide un toque al Pecas y entonces canta.

## Reparto
| Actor              | Personaje |
| ------------------ | --------- |
| Lucy Reina         | Aida      |
| Gerardo de la Peña | Humo      |
| Annette Pradera    | Laura     |
| Tenoch Ramos       | Tenoch    |
| Armando Martín     | Pecas     |
| Luis Sergio Jalife | Tribi     |
| Roberto Rosas      | Chino     |